# Искусство (журнал)
«Искусство» — советский и современный российский журнал об истории, теории и практике изобразительного искусства, с перерывами выходящий с 1933 года.
В разное время с журналом сотрудничали ведущие отечественные и зарубежные арт-критики: Михаил Алпатов, Олег Аронсон, Екатерина Бобринская, Михаил Боде, Александр Боровский, Петер Вайбель, Борис Гройс, Дёготь Екатерина, Андрей Ерофеев, Аркадий Ипполитов, Малкольм Майлс, Виталий Пацюков, Кирилл Светляков, Валерий Турчин, Патриция Филлипс, Сергей Хачатуров, Виктория Мусвик.

## Некоторые темы номеров
- Арт-резиденции — как выбрать, как составить заявку, как успешно реализовать свой проект[1];
- Искусство северных стран — архитектура, дизайн, фотография, паблик- и саунд-арт[2]
- Венский миф — искусство между двумя войнами: от австрийского модернизма к акционизму[3]
- «Финская фотография, не только Helsinki School», Виктория Мусвик.[4]
- Паблик арт: «Заказ на искусство и искусство на заказ», Алина Стрельцова.[5]
- Арт-критика: «Я знаю, кто виноват», Джеймс Элкинс.[6]
- Возрождение: «Флорентийская линия vs. Венецианский цвет», Джон Онианс.[7]
- Искусство Индии: «Горшки и боги», Дарья Воробьева[8].

## История
Журнал начал издаваться в 1933 году как официальный печатный орган Министерства культуры СССР, Союза художников СССР и Академии художеств СССР. C июля 1941 по 1946 год и с 1995 по 2002 год журнал не издавался.
До 1995 года в журнале освещались актуальные вопросы советского искусства и искусствознания, вопросы художественного наследия, в первую очередь русского искусства, художественной культуры народов СССР, искусства демократических стран. В журнале была широко представлена художественная жизнь СССР (выставки, вопросы художественного образования и т.д).
Сохраняя традиции издания, журнал регулярно публикует материалы, которые представляют профессиональный взгляд на классическое искусство и глубокий анализ новейших тенденций актуального искусства, художественной политики и арт-рынка.
31 августа 2022 года появились сообщения, согласно которым редакция журнала якобы сообщила подписчикам о прекращении выпуска печатной и электронной версий издания; на следующий день эти сообщения были опровергнуты шеф-редактором «Искусства» Алиной Стрельцовой. По словам шеф-редактора, продолжается работа над следующим номером печатной версии журнала; выпуск электронной версии также будет продолжен.